# Lokomotiva 110
Lokomotiva 110 (dříve E 458.0) je elektrická posunovací lokomotiva pro stejnosměrnou napájecí soustavu 3 kV vyráběná v letech 1971–1973 firmou Škoda Plzeň (tovární označení Škoda 33E). Na výrobu lokomotiv E 458.0 navázala v roce 1973 výroba odvozené lokomotivy E 426.0 pro stejnosměrnou napájecí soustavu 1,5 kV. Dnes jsou tyto stroje označeny řadou 113. Podle tvaru skříně s vyvýšenou střední kabinou strojvedoucího se lokomotivám přezdívá žehlička.

## Historie
V první generaci elektrických lokomotiv Škody nebyla zahrnuta posunovací lokomotiva a k posunování byly používány dieselové lokomotivy. Proto bylo rozhodnuto o konstrukci zcela nového typu elektrické posunovací lokomotivy; projekt lokomotivy řady 110 zahájil tzv. druhou generaci lokomotiv Škoda. První dva prototypy byly vyrobeny v roce 1971 a podrobeny zkušebnímu provozu. Po úspěšném testování byly v roce 1972 zahájeny sériové dodávky těchto lokomotiv. Celkem bylo vyrobeno 52 kusů.

## Konstrukce
Lokomotiva má vyvýšené stanoviště strojvedoucího s velkým rozhledem a ovládacím panelem na každé straně. Dveře do kabiny jsou umístěny na obou stranách. Pro zlepšení výhledu jsou boční části kapot zešikmeny. Lokomotiva je vybavena elektrickým vytápěním vlaku, samočinnou tlakovou, přímočinnou a ruční brzdou. Jde také o první sériově vyráběné lokomotivy v Československu, vybavené polopantografy. Pohon obstarává čtveřice trakčních motorů, umístěných v podvozcích. Přestože jsou tyto lokomotivy řazeny do II. generace lokomotiv (díky použití fechralových odporníků a dalších moderních řešení), regulace výkonu je odporová.
Z koncepce lokomotivy 110 vychází kromě řady 113 i pozdější lokomotiva řady 210 na střídavý proud a řady 112, 111 a 114.

## Provoz

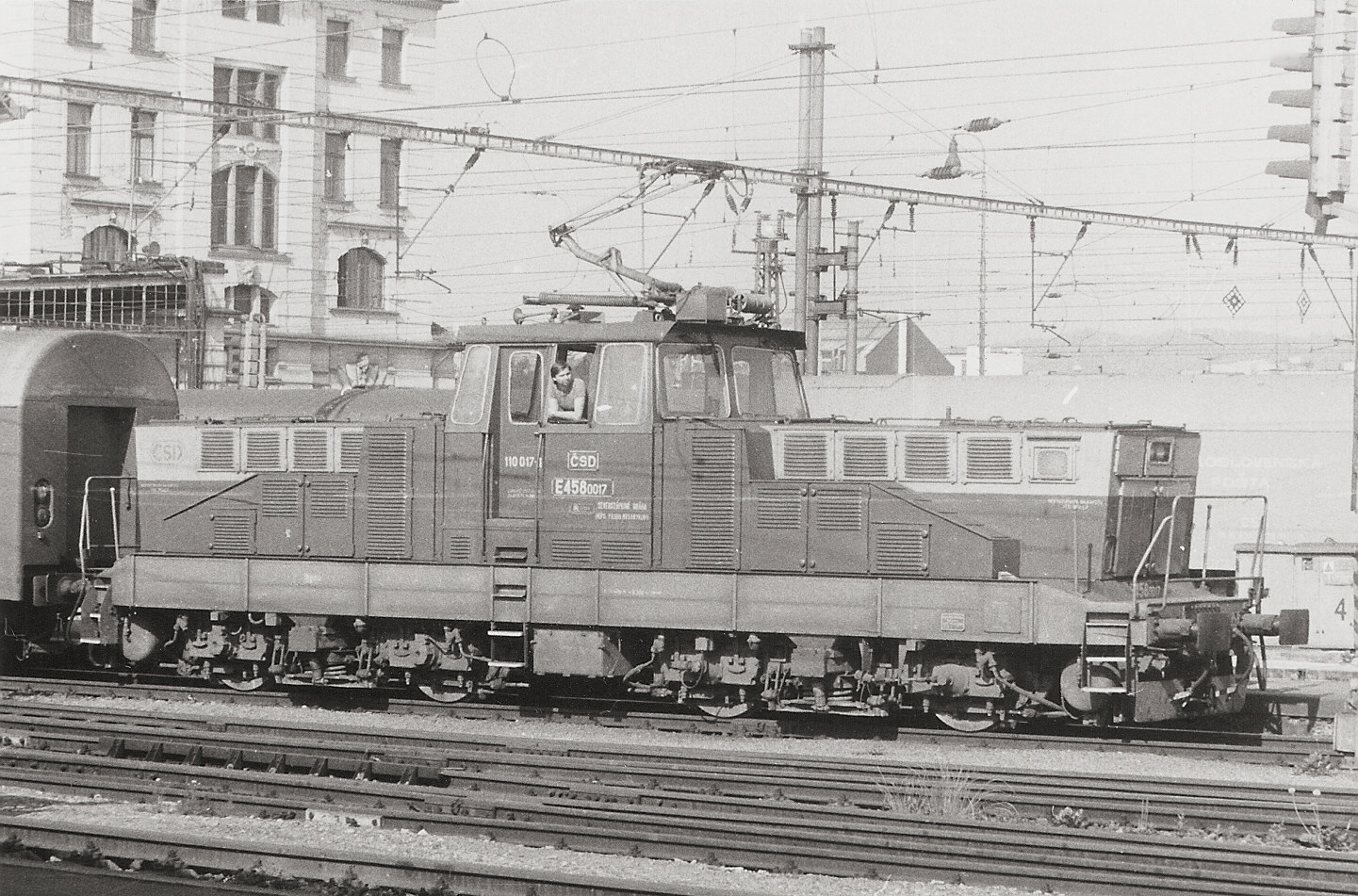
E 458.0017 asi roku 1992 na pražském hlavním nádraží

Lokomotivy řady 110 jsou určeny k staničnímu posunu, práci na svážných pahrbcích ve které nahradily dieselové lokomotivy řad 720, 721, 770 a 771, přetahům mezi stanicemi a k předtápění souprav. V omezené míře byla tato řada nasazována i k vozbě vlaků na kratší vzdálenosti (lehké osobní vlaky, manipulační nákladní vlaky). S těmito vlaky byla k vidění např. na tratích Nezamyslice – Olomouc, Ostrava – Havířov – Český Těšín, Žilina – Vrútky – Martin a jinde. Díky výrobě odvozených modernějších a hospodárnějších lokomotiv řady 111 a úbytku práce pro tyto lokomotivy začala být řada 110 po roce 2000 odstavována a rušena. U Českých drah již v podstatě zanikla, ČD Cargo používá posledních několik lokomotiv na Valašsku a v okolí Olomouce a i na Slovensku došlo k vyřazení části lokomotiv.
V roce 1995 byly v železničních opravnách a strojírnách Česká Třebová rekonstruovány dvě lokomotivy na provoz pod stejnosměrným napětím 1,5 kV a používány k vozbě nákladních vlaků na trati Rybník - Lipno nad Vltavou, která byla do roku 2003 elektrizována touto soustavou. O rok později byly obě lokomotivy zpět upraveny k provozu pod napětím 3 kV a předány do DKV Praha. Po čase však byly odstaveny a dnes již neexistují.